# 南非交通
南非擁有包括道路、鐵路、空中運輸、水路運輸以及石油管道等不同的運輸方式。與大多數國家相比，南非的高速公路在管制方面較為嚴格，例如駕駛部分電單車、機動三輪車及使用手勢信號等都是禁止事項。南非擁有包括開普敦、德班及伊莉莎白港等許多主要港口，這些港口均允許運載乘客的船隻與攜帶石油的油輪通過。

## 道路

南非的南非國道（藍色）和南非省道（綠色）。

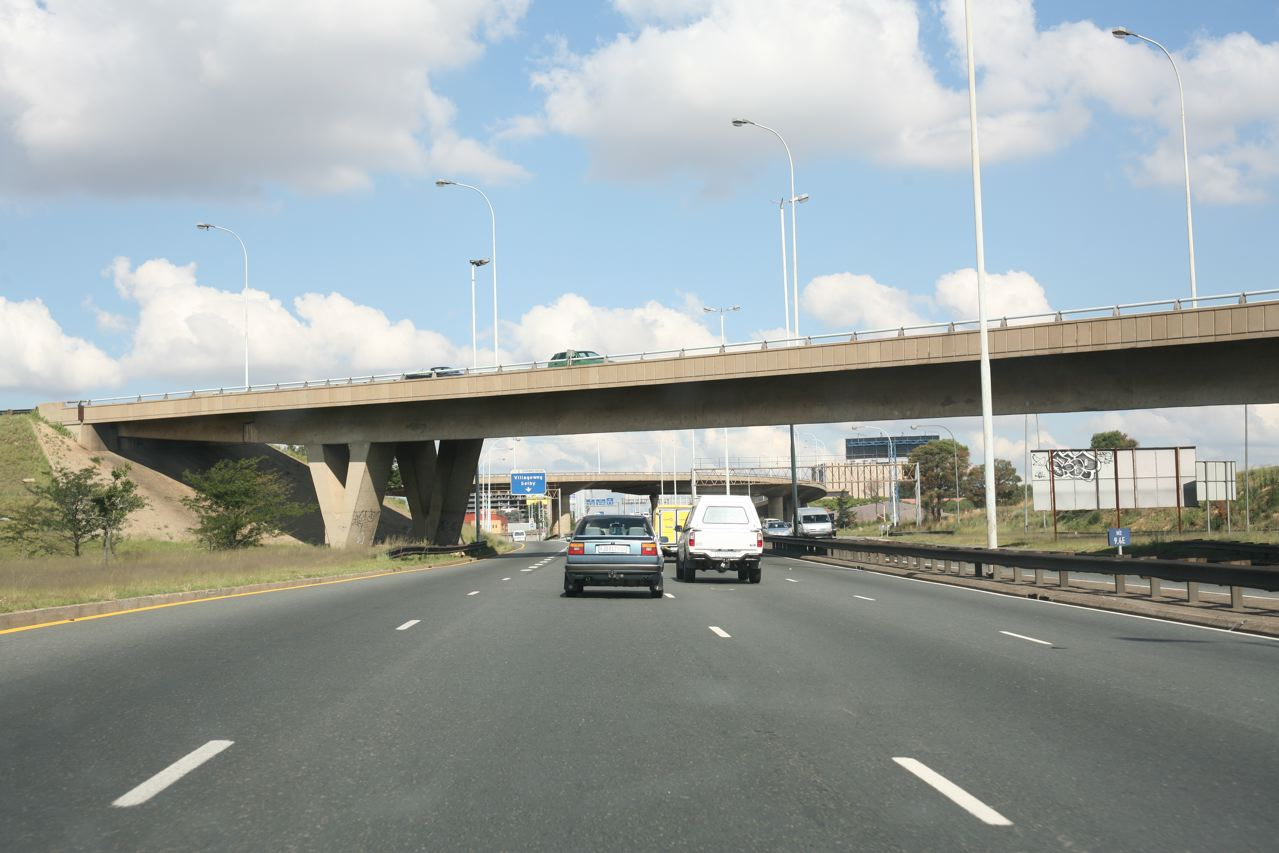
約翰尼斯堡M2高速公路 (約翰尼斯堡)。

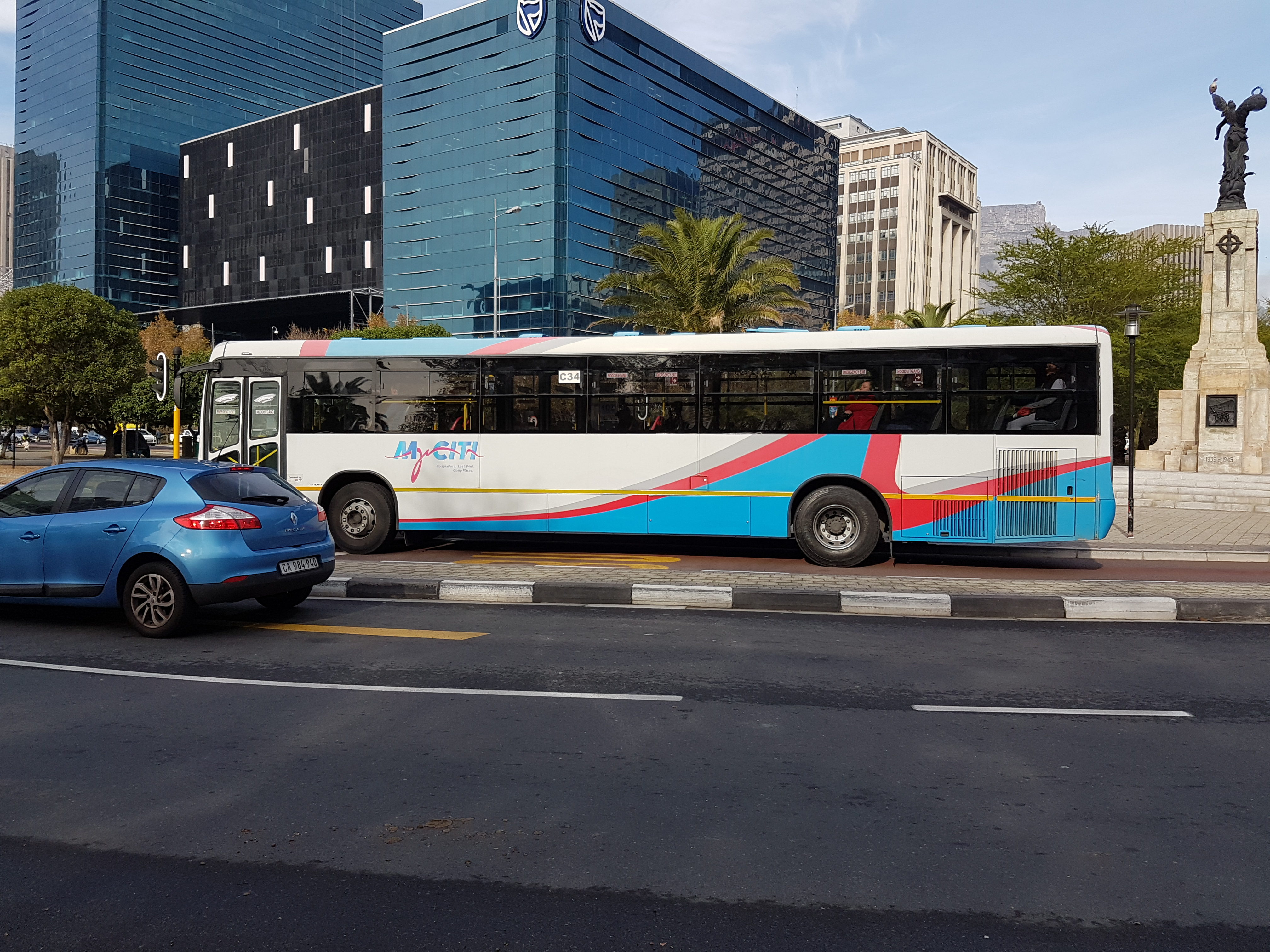
MyCiTi巴士在開普敦的開普敦海濱。

住宅區的限速為50至80公里/小時，而高速公路（包括國道和省道）的限速則為120公里/小時。
2002年，南非有362,099公里的高速公路，其中有73,506公里（17%）鋪設了柏油（包括239公里的高速公路）。
在南非，高速公路這一詞語所指的意思與世界上大多數其他地區不同。高速公路是適用某些限制的道路。以下是禁止使用高速公路的：
- 繪有動物圖畫的車輛
- 踏板車輛（如自行車）
- 車輛氣缸容量不超過50立方厘米或由電力驅動的車輛
- 機動三輪車或電動四輪車（英语：Motorised quadricycle）
- 行人

除緊急情況外，司機不得在高速公路上使用手勢信號，高速公路上的最低車速為60公里/小時（37英里/小時）。如果更快的車輛從後方接近並超車的話，在多線車道高速公路最右側車道的司機就必須向左移動。
儘管在南非主流的觀點認為，“高速公路”是指有至少2條車道的道路，但南非亦存在只有1條車道的高速公路，“南非道路包括1,400公里的雙線車道高速公路、440公里的單線車道高速公路和5,300公里的單線車道主幹道，均可無限制進入”的說法就證明了這一點。在南非語中，高速公路的翻譯是“snelweg”，字面意思是快速公路或高速公路。
南非運輸部負責管理南非的所有運輸，包括公共交通、鐵路運輸、民航、航運、貨運和機動車輛。根據運輸部的願景聲明：“運輸是南非經濟增長和社會發展的核心”。
開普敦市政府明確表示，如果要實現其長期發展目標，發展公共交通必須成為優先事項。因此，開普敦計劃興建一套名為“MyCiTi”的巴士快速交通系統。2007年，開普敦的巴士快速交通系統——MyCiTi落實建設。首階段的設計旨在實現與其他公共交通的整合，從自行車到南非著名的小巴，而在後期發展階段則將會包括軌道交通。目前，MyCiTi被視為開普敦公共交通的支柱。

## 鐵路

南非的鐵路網。

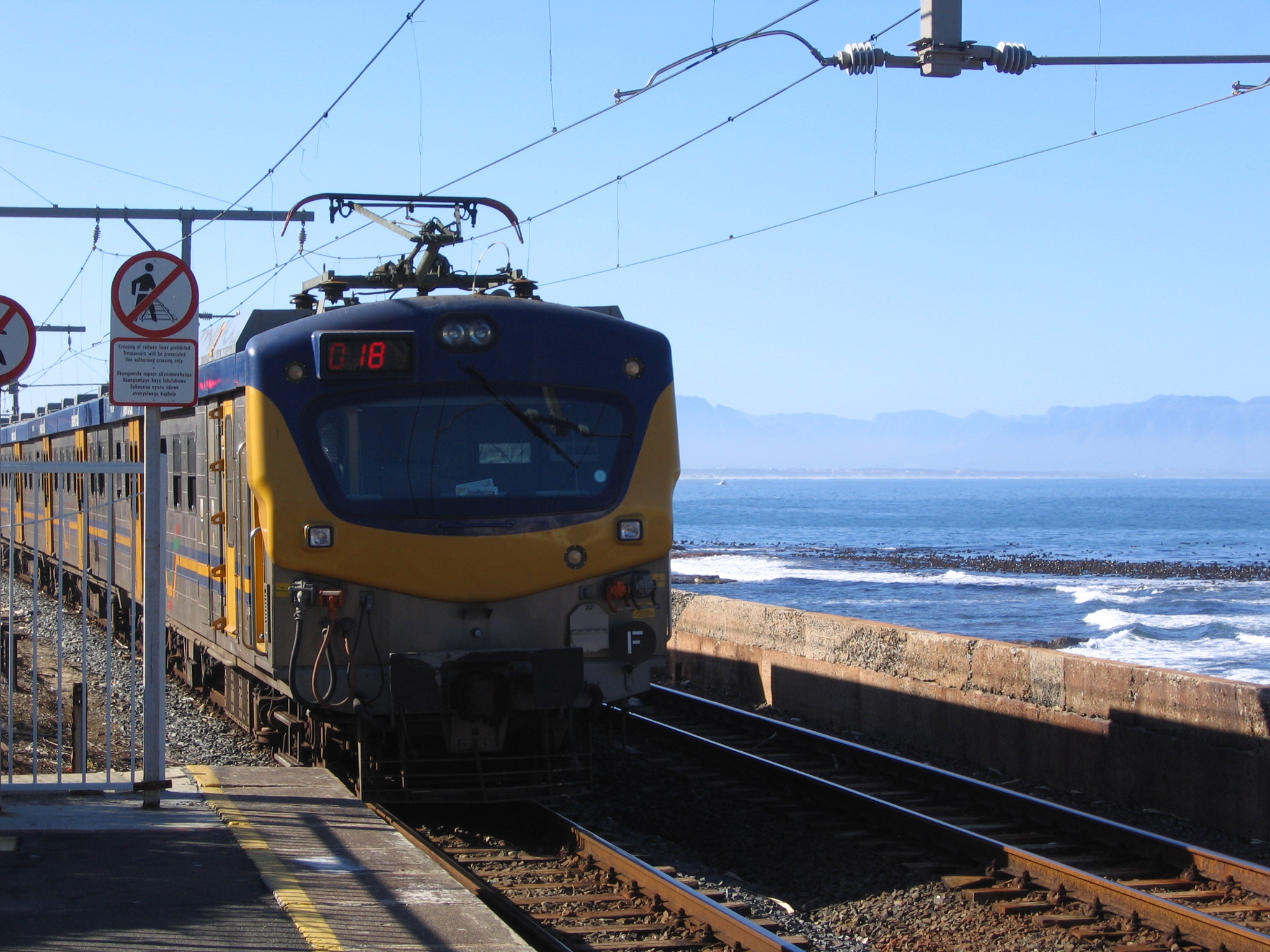
南非都市鐵路的列車正駛離卡爾克灣前往開普敦。

南非第一條鐵路是在1859年建成，由開普敦至威靈頓的鐵路，其後隨著開發金礦的人潮漸多，鐵路於是迅速興建起來，到了1970年時南非已經有約11%的鐵路為電氣化鐵路。在2008年，南非已有鐵路20,872公里，全部均為3呎半（42吋）的窄軌。其中20,070公里是1,067毫米（3英尺6英寸）量規（即電氣化的9,090公里），剩下的314公里用610毫米（2英尺）計。由於南非缺乏內河航運，而港口之間卻可利用海運，因此城市或港口之間不一定會有鐵路串連，如德爾班和東倫敦之間就缺乏直接的陸運聯絡線。
一項可行性研究建議建造一條720公里長的1,435毫米（4英尺8 1⁄2英寸）標準軌距鐵路，連接約翰內斯堡和德班，並使用雙層集裝箱列車。
在2010年6月7日，連接奧利弗·坦博國際機場和桑頓之間的豪登列車開放。這是一條連接約翰內斯堡、普利托利亞、艾古萊尼和奧利弗·坦博國際機場的高速鐵路旅客列車系統。
南非鐵路目前可以連接到博茨瓦納、萊索托、納米比亞、斯威士蘭和津巴布韋。而連接莫桑比克的鐵路則正在修復中。

## 空中運輸

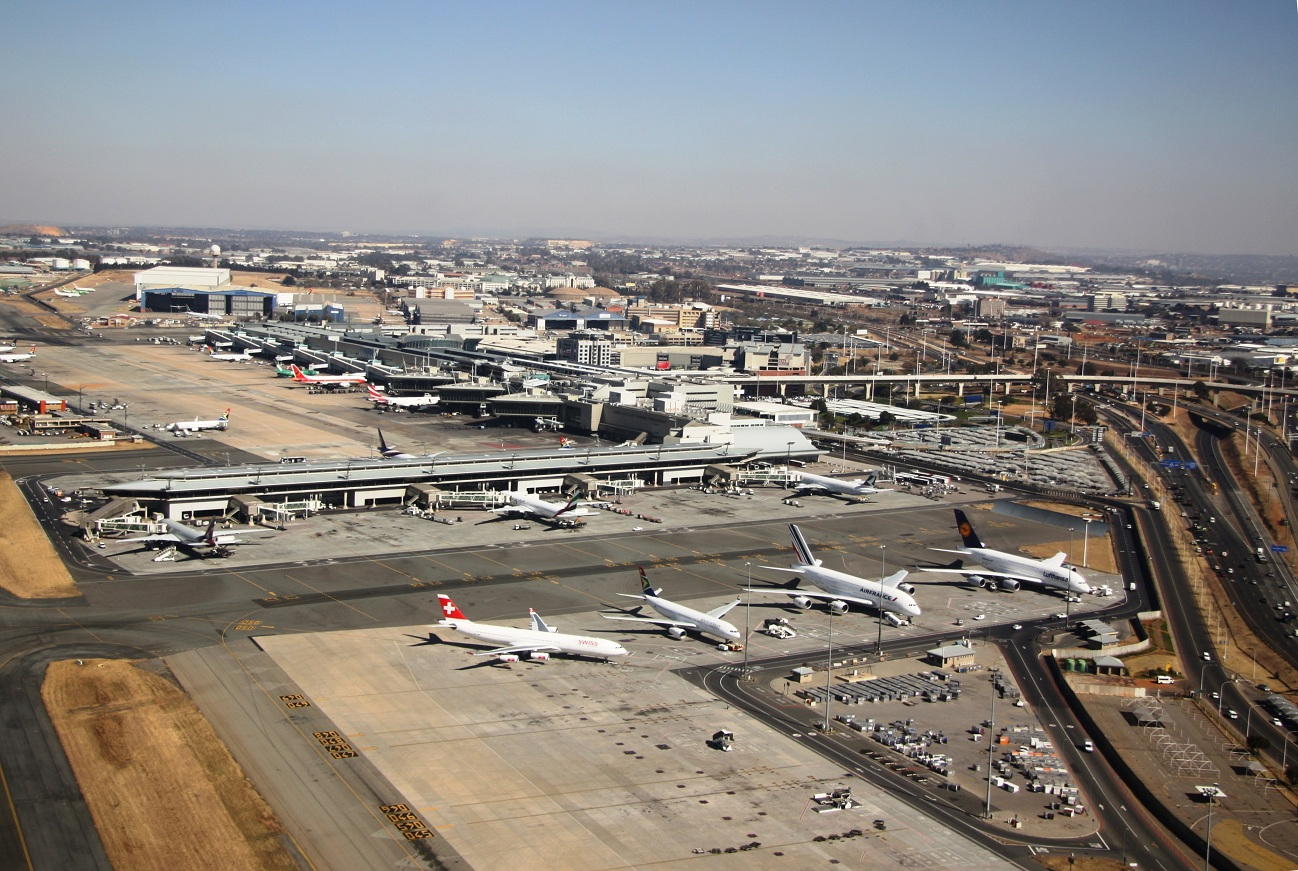
奧利弗·坦博國際機場是非洲最繁忙的機場。

南非最繁忙的機場是約翰內斯堡附近奧利弗·坦博國際機場，其次是開普敦附近的開普敦國際機場。南非航空是南非的國營航空公司，提供往返這兩個國際機場的航班。此外，其他主要的國際航空公司，如英國航空、荷蘭皇家航空、漢莎航空/瑞士航空、西班牙航空和法國航空也有提供每日往返約翰內斯堡和開普敦的航班。而有幾家航空公司則提供往返南非國內的航班或飛往鄰國的航班，如南非連接航空、康姆航空、庫魯拉航空、芒果航空、納米比亞航空、薩法航空和南非快運航空。至於南非較小的機場則包括布隆方丹的布拉姆菲舍國際機場、德班的沙卡國王國際機場、克魯格姆普馬蘭加國際機場、東倫敦機場、波羅克瓦尼國際機場和伊麗莎白港機場。
| 跑道   | <914 m | 914/1 523 m | 1 524/2 437 m | 2 438/3 047 m | >3 047 m | Total |
| ------ | ------ | ----------- | ------------- | ------------- | -------- | ----- |
| 已舖平 | 11     | 67          | 50            | 5             | 10       | 143   |
| 未舖平 | 252    | 298         | 34            |               |          | 584   |

## 水路運輸
雖然南非缺乏內河航運，但南非的海運十分發達，主要港口有開普敦、德班、伊麗莎白港、東倫敦、莫塞爾灣、理查茲灣和薩爾達尼亞灣，可和世界各大港口通航。2006年，位於伊麗莎白港東北20公里處的科加的新港口尼奎拉港開放。南非港口設施的管理和運營由越網的兩家子公司——越網國家港口管理局和南非港口運營部門所負責。
2002年，南非商船包括8艘1,000容積總噸或以上的船舶，總重量為271,650容積總噸/268,604載重噸。六艘是貨櫃船，兩艘是油輪（包括註冊為方便旗的外國船舶：丹麥：3艘；荷蘭：1艘）

## 管道
南非輸油管總長931公里，1,748公里是石油運輸，322公里是天然氣。

## 電車
南非曾經擁有電車系統，但最後系統（約翰內斯堡）於1961年關閉。

## 備註
1. ↑  . 南非交通運輸.   [2018-10-06]. （原始内容存档于2010-06-05）.
2. ↑  .   [2018年10月6日]. （原始内容存档于2011年6月17日）.
3. ↑  . South Africa:– Stats and Facts.   [2010年6月15日]. （原始内容存档于2011年7月27日）.
4. ↑  .   [2018-10-06]. （原始内容存档于2017-11-17）.
5. 1 2   (PDF). capetown.gov.za. Transport for Cape Town. 2013年12月  [2015年10月31日]. （原始内容 (PDF)存档于2016年3月6日）.
6. ↑  .   [2015年10月21日]. （原始内容存档于2016年1月21日）.
7. ↑  .   [2015年10月21日]. （原始内容存档于2015年9月23日）.
8. ↑  International Railway Journal, 2005年1月3日
9. ↑  .   [2018-10-06]. （原始内容存档于2012-10-15）.
10. ↑   (PDF).   [2011-06-28]. （原始内容 (PDF)存档于2009-11-17）.

## 外部連結
- 南非航空（页面存档备份，存于）
- 南非運輸署（页面存档备份，存于）
- Transnet網站（页面存档备份，存于）